# Pongamia
Pongamia es un género de plantas con flores con 67 especies perteneciente a la familia Fabaceae.
El género se encuentra en disputa pendientes para su clasificación con muchas especies trasladadas a otros géneros, principalmente Millettia.